# Montillières-sur-Orne
Montillières-sur-Orne [mɔ̃tijɛʁ syʁ ɔʁn] est une commune française située dans le département du Calvados en région Normandie, peuplée de 561 habitants.

## Géographie

### Communes limitrophes
|               | Sainte-Honorine-du-Fay |                          |
| Préaux-Bocage | Montillières-sur-Orne  | Grimbosq                 |
| La Caine      | Ouffières              | Les Moutiers-en-Cinglais |

### Hydrographie
La commune est située dans le bassin Seine-Normandie. Elle est drainée par l'Orne, le ruisseau de Flagy, le fossé 01 des Bontards, le ruisseau de la Vallée Fermante, le fossé 01 de la commune des Goupillières, le fossé 01 du Château de Vaugroult, le fossé 01 de Lignerolles, le fossé 01 du Val Enault et divers autres petits cours d'eau,.
L'Orne, d'une longueur de 170 km, prend sa source dans la commune d'Aunou-sur-Orne et se jette  dans l'embouchure de l'Orne à Merville-Franceville-Plage, après avoir traversé 60 communes. Les caractéristiques hydrologiques de l'Orne sont données par la station hydrologique située sur la commune de Grimbosq. Le débit moyen mensuel est de 20,8 m3/s. Le débit moyen journalier maximum est de 240 m3/s, atteint lors de la crue du 4 février 2021. Le débit instantané maximal est quant à lui de 257 m3/s, atteint le même jour.

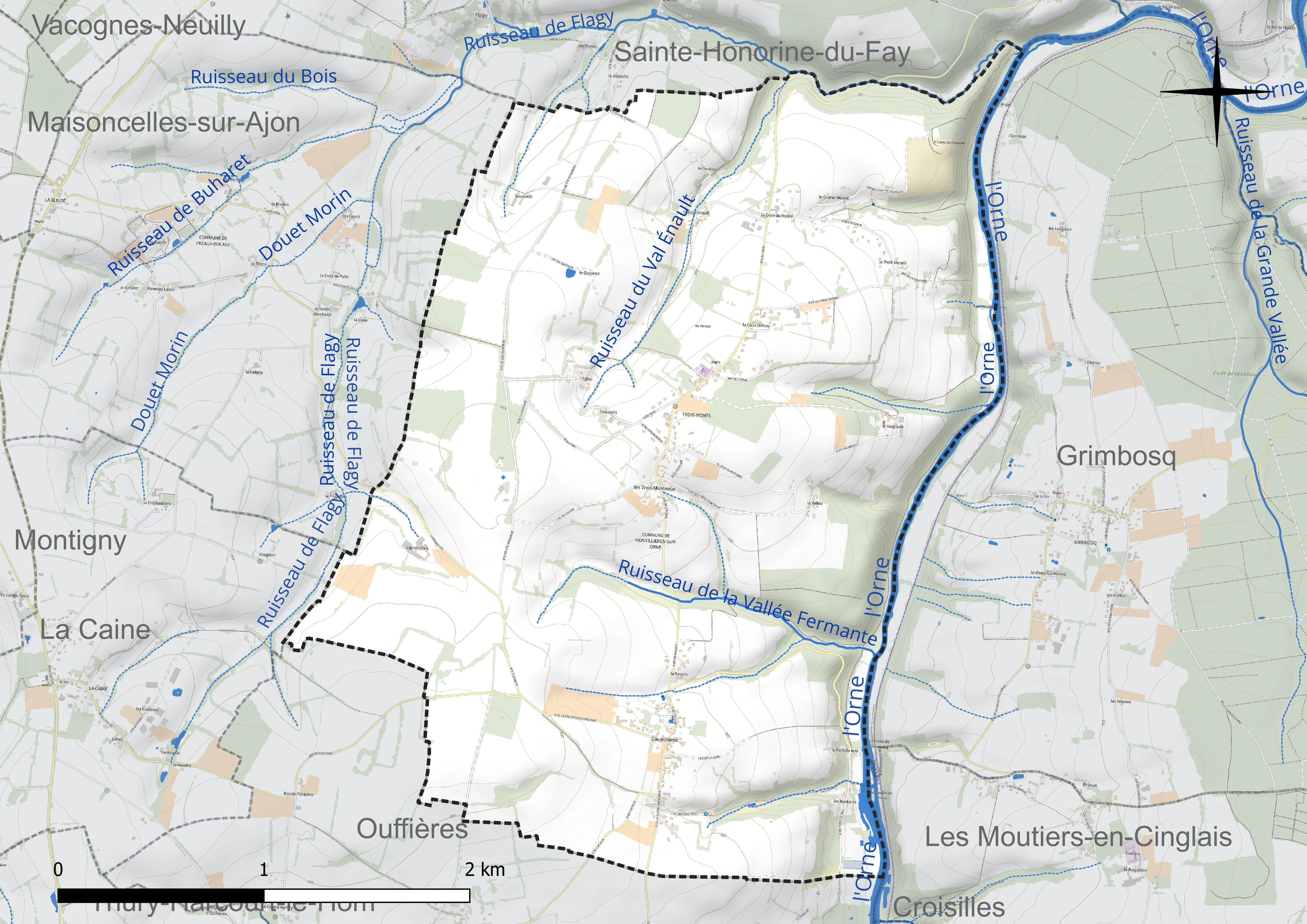
Réseau hydrographique de Montillières-sur-Orne.

### Climat
Pour des articles plus généraux, voir Climat de la Normandie et Climat du Calvados.
En 2010, le climat de la commune est de type climat océanique franc, selon une étude du CNRS s'appuyant sur une série de données couvrant la période 1971-2000. En 2020, Météo-France publie une typologie des climats de la France métropolitaine dans laquelle la commune est exposée à un climat océanique et est dans la région climatique Normandie (Cotentin, Orne), caractérisée par une pluviométrie relativement élevée (850 mm/a) et un été frais (15,5 °C) et venté.
Pour la période 1971-2000, la température annuelle moyenne est de 10,4 °C, avec  une amplitude thermique annuelle de 12,7 °C. Le cumul annuel moyen de précipitations est de 829 mm, avec 13,3 jours de précipitations en janvier et 8,4 jours en juillet. Pour la période 1991-2020, la température moyenne annuelle observée sur la station météorologique la plus proche, située sur la commune de Fresney-le-Vieux à 8 km à vol d'oiseau, est de 10,8 °C et le cumul annuel moyen de précipitations est de 826,3 mm,. Pour l'avenir, les paramètres climatiques de la commune estimés pour 2050 selon différents scénarios d'émission de gaz à effet de serre sont consultables sur un site dédié publié par Météo-France en novembre 2022.

## Urbanisme

### Typologie
Au 1er janvier 2024, Montillières-sur-Orne est catégorisée commune rurale à habitat dispersé, selon la nouvelle grille communale de densité à 7 niveaux définie par l'Insee en 2022.
Elle est située hors unité urbaine. Par ailleurs la commune fait partie de l'aire d'attraction de Caen, dont elle est une commune de la couronne,. Cette aire, qui regroupe 296 communes, est catégorisée dans les aires de 200 000 à moins de 700 000 habitants,.

## Toponymie
Le néo-toponyme est la contraction des noms des deux communes réunies.
Voir toponymie de Trois-Monts et toponymie de Goupillières.
La commune nouvelle est, en partie, établie sur un éperon naturel rocheux de forme triangulaire dominant la vallée de l'Orne d'une part, et le vallon du ruisseau de Flagy d'autre part.

## Histoire
La commune nouvelle est formée de la réunion des communes de Trois-Monts et Goupillières. La création de cette commune a été planifiée pour le 1er janvier 2019 par un arrêté préfectoral du 28 septembre 2018.

## Politique et administration

### Liste des maires
| Période      | Période  | Identité      | Étiquette | Qualité                       |
| ------------ | -------- | ------------- | --------- | ----------------------------- |
| janvier 2019 | En cours | Sylvain Morel | SE        | Artisan menuisier charpentier |

### Anciennes communes
| Nom                 | Code Insee | Intercommunalité          | Superficie (km2) | Population (dernière pop. légale) | Densité (hab./km2) |
| ------------------- | ---------- | ------------------------- | ---------------- | --------------------------------- | ------------------ |
| Trois-Monts (siège) | 14713      | CC Cingal-Suisse Normande | 7,04             | 427 (2016)                        | 61                 |
| Goupillières        | 14307      | CC Cingal-Suisse Normande | 2,27             | 178 (2016)                        | 78                 |

## Population et société

### Démographie
L'évolution du nombre d'habitants est connue à travers les recensements de la population effectués dans la commune depuis sa création.
En 2022, la commune comptait 561 habitants, en évolution de −7,27 % par rapport à 2016 (France hors Mayotte : +2,11 %).
| 2015 | 2020 | 2022 |
| ---- | ---- | ---- |
| 596  | 572  | 561  |